# Calorimètre

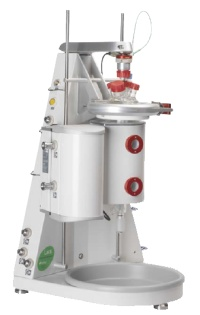
Un calorimètre de réaction

Le calorimètre est un appareil destiné à mesurer les échanges de chaleur (énergie calorifique, du latin calor signifiant chaleur). Cet échange peut se produire entre plusieurs corps, mettre en jeu des changements d'état ou des réactions chimiques. Le calorimètre constitue un système thermodynamique isolé, ce qui implique qu'il n'y a pas d'échange de matière et d'énergie (travail ou chaleur) avec le milieu extérieur. Néanmoins, cela ne signifie pas qu'il n'y a pas des transferts de chaleur entre les différentes parties de l'ensemble calorimétrique (composés objets de l'étude, accessoires et paroi du calorimètre...).

## Calorimètres anciens

### Calorimètre de Rumford
Benjamin Thompson, comte de Rumford, physicien américain, est le premier physicien qui se soit occupé de déterminer la puissance calorifique des combustibles. L'appareil dont il se sert porte le nom de « calorimètre de Rumford ».
Le calorimètre de Rumford consiste en une caisse de cuivre de peu de hauteur au fond de laquelle circule un tuyau qui par une extrémité communique avec un entonnoir renversé placé au-dessous de la caisse et par l'autre avec un tuyau vertical qui s'élève à une certaine hauteur. Pour se servir de cet appareil on remplit la caisse d'eau à une certaine température et on fait passer dans le serpentin la fumée du combustible que l'on brûle sous l'entonnoir alors connaissant le poids du combustible brûlé, le poids de l'eau renfermée dans la caisse, son accroissement de température et le poids de la caisse on peut en déduire la chaleur développée par un poids donné du combustible.

### Calorimètre de Lavoisier

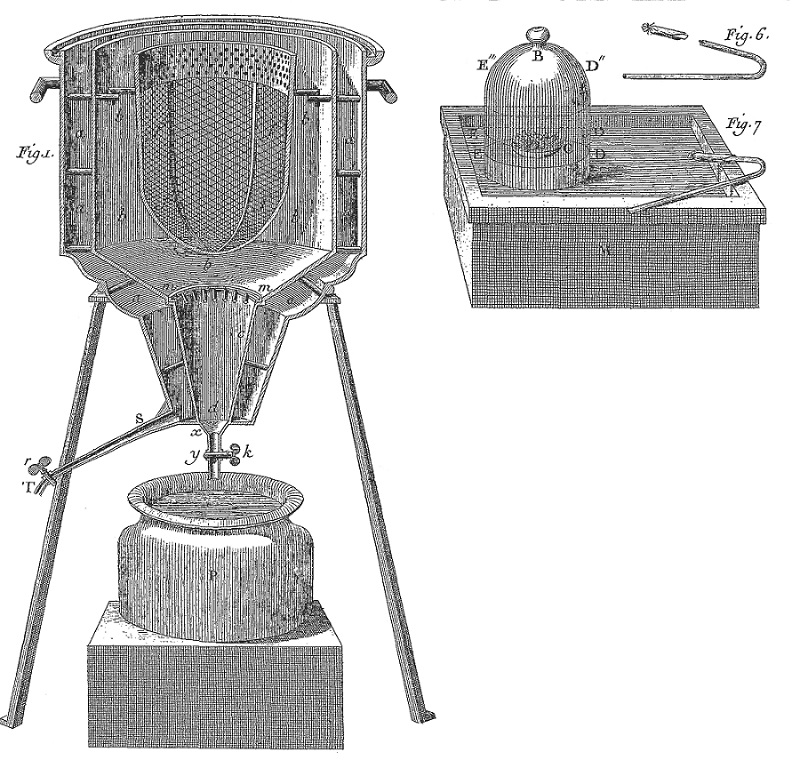
Le calorimètre à glace de Lavoisier et Laplace en 1783.

Le calorimètre d'Antoine Lavoisier (ou calorimètre Lavoisier-Laplace) est un appareil similaire destiné à mesurer la chaleur par mesure de la masse de glace fondue. Il était composé de trois compartiments cylindriques concentriques et de 2 robinets. Le procédé consistait à placer une source chaude dans un compartiment central poreux tandis que les second et dernier compartiments étaient remplis de glace fine. La chaleur dégagée par la source fondait une certaine quantité de glace du second compartiment, qui était recueillie par-dessous (robinet inférieur). La couche de glace la plus externe servait, elle, à "isoler" l'expérience en captant la chaleur extérieure. L'eau produite était évacuée par un robinet latéral. Avec la chaleur latente de fusion de la glace préalablement déterminée, la mesure de la quantité de glace fondue donnait celle de la chaleur fournie par la source jusqu'à l'équilibre thermique.

## Types de calorimètres
Ce sont principalement, selon la nature des composés et des transformations étudiés des appareils adaptés :
- aux transformations mettant en jeu uniquement des phases condensées (liquides ou solides), on utilise un calorimètre à pression constante (en contact avec la pression atmosphérique). Les chaleurs échangées au sein du calorimètre entre les différents sous-systèmes, sont alors égales à la variation de la fonction d'état enthalpie ΔH = QP.
- aux réactions chimiques mettant en jeu des gaz, on utilise une bombe calorimétrique à volume constant pour éviter le départ de matière (sous forme de gaz) du calorimètre. Les chaleurs échangées au sein de la bombe sont égales dans ce cas, à la variation de la fonction d'état énergie interne ΔU = QV.

Pour pouvoir déterminer une chaleur de transformation ou de réaction il ne faut pas qu'elle dépende de la manière de procéder. Il faut donc que cette chaleur soit égale à la variation d'une fonction d'état.   
Un nanocalorimètre a été mis au point par l'Université de Montréal (Canada) pour mesurer les échanges de chaleur à l'échelle des molécules et des nanostructures sur une surface ordonnée.

### Calorimètre de Tewarson
Le calorimètre de Tewarson, aussi appelé FPA (pour Fire Propagation Apparatus), appartient à la catégorie des grands calorimètres de laboratoire. Son concept a émergé dans le milieu des années 1970 sous la direction d'Archibald Tewarson de la société Factory Mutual Research. Il permet d'étudier le comportement au feu de matériau via des échantillons d'une dizaine de centimètres pesant entre 30  et   50 g. Il mesure notamment la perte de masse de l'échantillon, les débits calorifiques en se basant sur les consommations de dioxygène et la production d'oxydes de carbone, l'opacité des fumées ou encore la concentration de divers polluants dans les rejets gazeux.
Pour cela, l'appareil est constitué de deux parties. Une base qui permet de stabiliser l'appareil et qui comporte différents systèmes d'injection, une balance et quatre radiateurs infrarouges permettant l'application d'un flux radiatif compris entre 0  et   60 kW/m2. La partie supérieure de l'appareil est consacrée à l'analyse des fumées qui sont d'abord diluées avec de l'air au niveau d'une hotte conique. Après cette hotte, qui constitue l'entrée du système de récupération des gaz, les fumées sont homogénéisées puis passent par divers appareils de mesure destinés à fournir les bilans massiques de la combustion.
En France, cet appareillage est surtout utilisé par l'I.N.E.R.I.S. depuis 2000.

## Valeur en eau
Un calorimètre n'est pas neutre lors des échanges d'énergie, il absorbe une partie de l'énergie mise en jeu lors de transferts thermiques se déroulant en son sein. Pour en tenir compte, on considère qu'à chaque calorimètre correspond une certaine masse d'eau qu'il faudrait chauffer ou refroidir en même temps que le système étudié. Cette masse d'eau est appelée valeur en eau (ou chaleur en eau) du calorimètre. Sa détermination est préalable à tout utilisation du calorimètre.